# Duende Macabro (Arnold Donovan)
Arnold "Lefty" Donovan foi o cúmplice nos primeiros tempos do Duende Macabro. Donovan trabalhava para Roderick Kingsley (o Duende Macabro), um estilista de moda e que também era um chefe do trabalho de Mary Jane. Nos primeiros combates entre o Homem-Aranha e o Duende Macabro, foram muito leves, e que por falta de experiência, Kingsley quase morreu. Recuperando-se em descanso em sua casa de verão em Long Island, ele pediu a Lefty que fizesse seu trabalho. O que se soube de Arnold Donovan, foi que ele esteve hipnotizado pelo Macabro. Quando a polícia estava tentando deter uns bandidos em um armazém, o Aranha chegou para detê-los e foi surpreendido por Lefty que estava dentro de um camburão carregado de explosivos que ele arremessou no Cabeça-de-Teia e é claro, eram bombas-abóbora. Ao tentar impedi-lo, ele escapou. Horas depois, Donovan estava fazendo uma experiência com produtos químicos e acabou em um acidente no seu rosto que o incinerando por uma parte. Roderick chamou o socorro que o levou para um hospital em Nova Iorque. Lá, ele escapou usando uniforme de enfermeiro. Voltou a casa em Long Island e trajou-se com as roupas de Duende Macabro e como ele estava hipnotizado, ele colocou sensores em seu corpo e seguiu para Nova Iorque onde ficou causando um caos nas ruas. De lá, o Homem-Aranha deteve-o facilmente, enquanto os militares tentavam pará-lo e foi desmascarado. Quando tentou contar a verdade sobre o Duende original, caíndo do hipnotismo, os sensores ativos em Lefty, controlados por Roderick que o assistia, fez ele se chocar contra um prédio, matando-o.

## Aparições
- Amazing Spider-Man #244 (setembro de 1983)
- Amazing Spider-Man #245 (outubro de 1983)